# Роман Ґостковський
Роман Ґостко́вський (пол. Roman Gostkowski; 2 вересня 1837 — 2 березня 1912) — видатний вчений в галузі залізничного транспорту. Організатор залізничного руху в Галичині та Буковині, доцент, а потім професор кафедри залізничного руху Львівської Політехніки, ректор Львівської Політехніки та перший голова Політехнічного товариства у Львові (1877—1884).

## Біографія
Народився в Тщицєні поблизу Седльця 2 березня 1837 року в шляхетній родині гербу Гоздава. Мав шляхетний титул барон.
Освіту отримав у реальній школі та політехніці у Відні, яку закінчив у 1858 році.
У 1860–1865 роках працює інженером австрійської Південної залізниці у Відні. З 1865 року працює на Львівсько-Чернівецій залізниці. У 1872–1878 роках був керівником залізничного руху на Залізниці Ерцгерцога Альбрехта.
Після створення у Львівській Політехніці кафедри теорії залізничного руху (а це була перша така кафедра в Австро-Угорщині) переходить на наукову роботу і працює на кафедрі теорії залізничного руху на посаді доцента (1878–1884 рр.).
Доводив необхідність прокладання залізниці Станиславів — Гусятин. У 1884–1890 роках працює керівником департаменту технічного відділу Дирекції державних залізниць у Відні.
1890 року повертається до наукової роботи і працює професором на кафедрі теорії залізничного руху Львівської Політехніки (до 1904). У 1897–1898 роках обирається на посаду ректора Львівської Політехніки.
Від часу створення у Львові Політехнічного товариства в 1877 році, був першим головою цього товариства (до 1884 року) і виголосив 434 доповіді. 30 квітня 1881 року організував Роман Ґостковський публічну демонстрацію телефонного зв'язку системи Генріха Михальського. Винахідник Генріх Михальський перебував у Жовкві і за допомогою телефонного апарату своєї системи транслював свою провову до Львова, де проходило засідання Політехнічного товариства. Далі засобами телефонного зв'язку транслювався концерт — невідома співачка виконала пісню «Якщо б ранком сонечко», а видатний співак Олександр Мишуга виконав арію із опери «Галка». Якість телефонного зв'язку була такою, що здавалося виконавці знаходяться в сусідньому приміщенні. За ініціативи Романа Госковського телефонний зв'язок було впроваджено на Львівсько-Чернівецько-Ясській залізниці. Окрім телефонного зв'язку, Ґостковський був одним із піонерів електричного освітлення. Разом із інженером Ф. Рихновським вони 14 червня 1881 року організували електричне освітлення зали засідань Галицького крайового сейму. Після завершення керування Політехнічним товариством Роман Гостковський залишається його почесним членом.
Автор численних наукових праць, найважливішою із яких є двотомна «Теорія залізничного руху», яка була перекладена російською, чеською та німецькою мовою.
Із 1902 року до смерті Роман Ґостковський мешкав у Львові у власному будинку № 5 на сучасній вулиці Короленка.
Помер 2 березня 1912 року (за іншими даними — 27 березня). Похований у Львові на Личаківському цвинтарі.